# 빅터 (프로레슬링 선수)

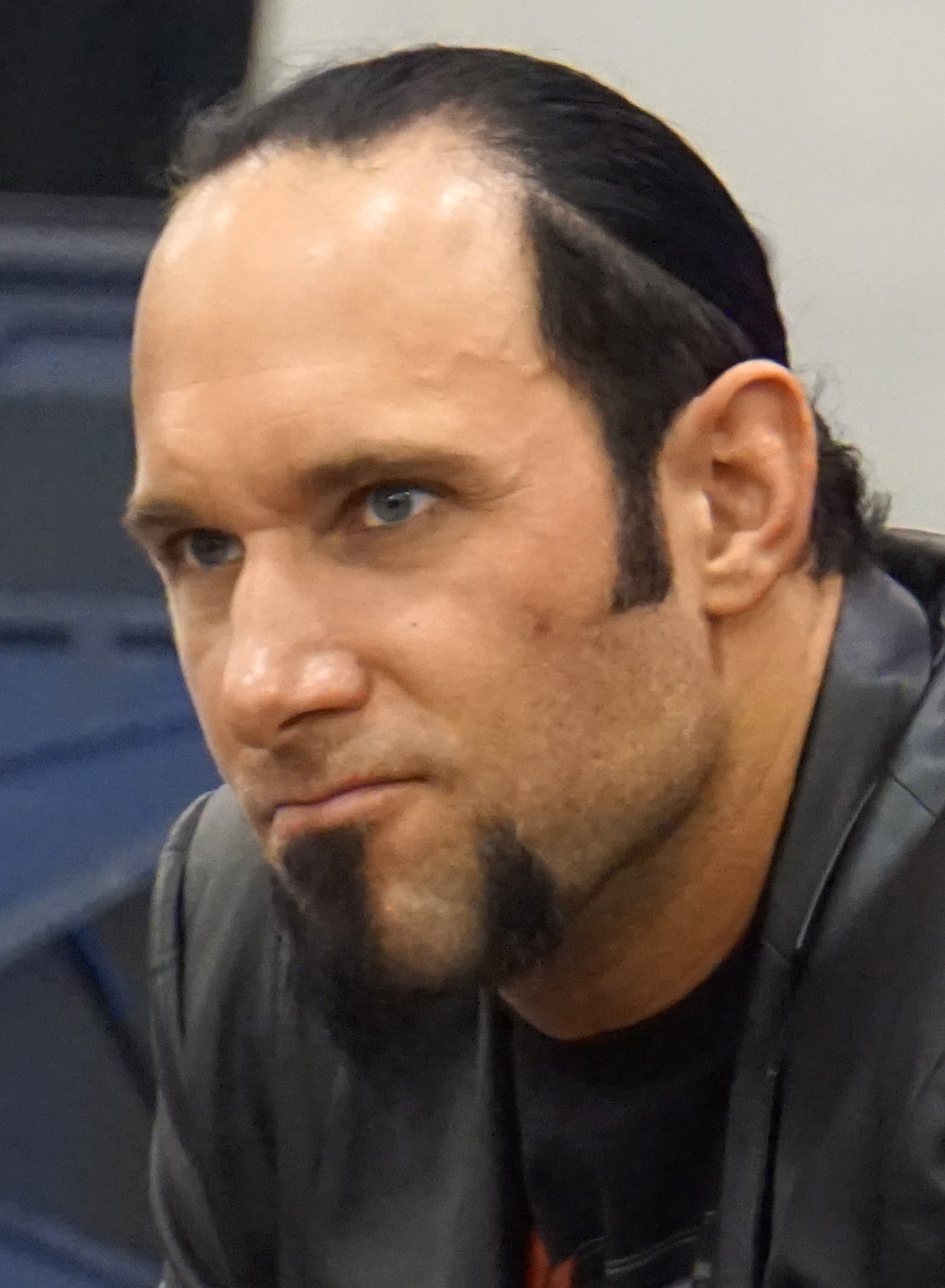

릭 빅터(Rick Victor, 1980년 12월 4일 ~ )는 본명은 에릭 톰슨(Eric Thompson)은 캐나다의 남자 프로레슬링선수다. 1999년 프로레슬링 입문했고, 키는 189cm 몸무게는 99kg이다. WWE 링네임 빅터(Victor)로 활동을 하고 있다. 피니쉬는 더블 언더훅 파워밤, 다이빙 니 스트라이크, 케나디언 리프터(다이빙 유러피안 어퍼컷)로 사용을 한다. 2014년 12월 29일 wwe raw에서 코너랑 같이 어센션이라는 등장을 했다.

## 수상
- NXT 태그팀 챔피언 1회 - 코너 오브라이언